# Остапківці (Хмельницький район)

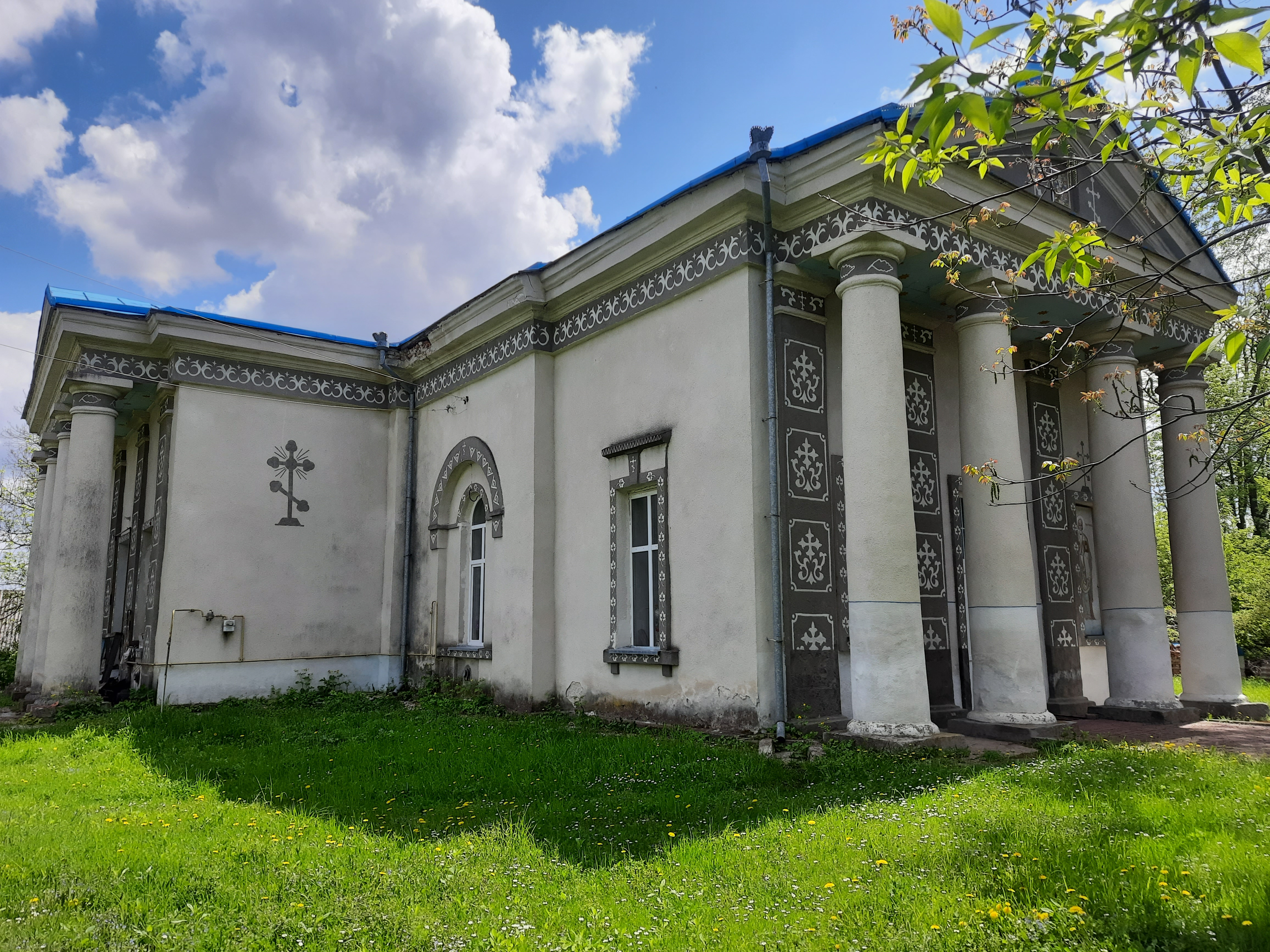
Миколаївська церква

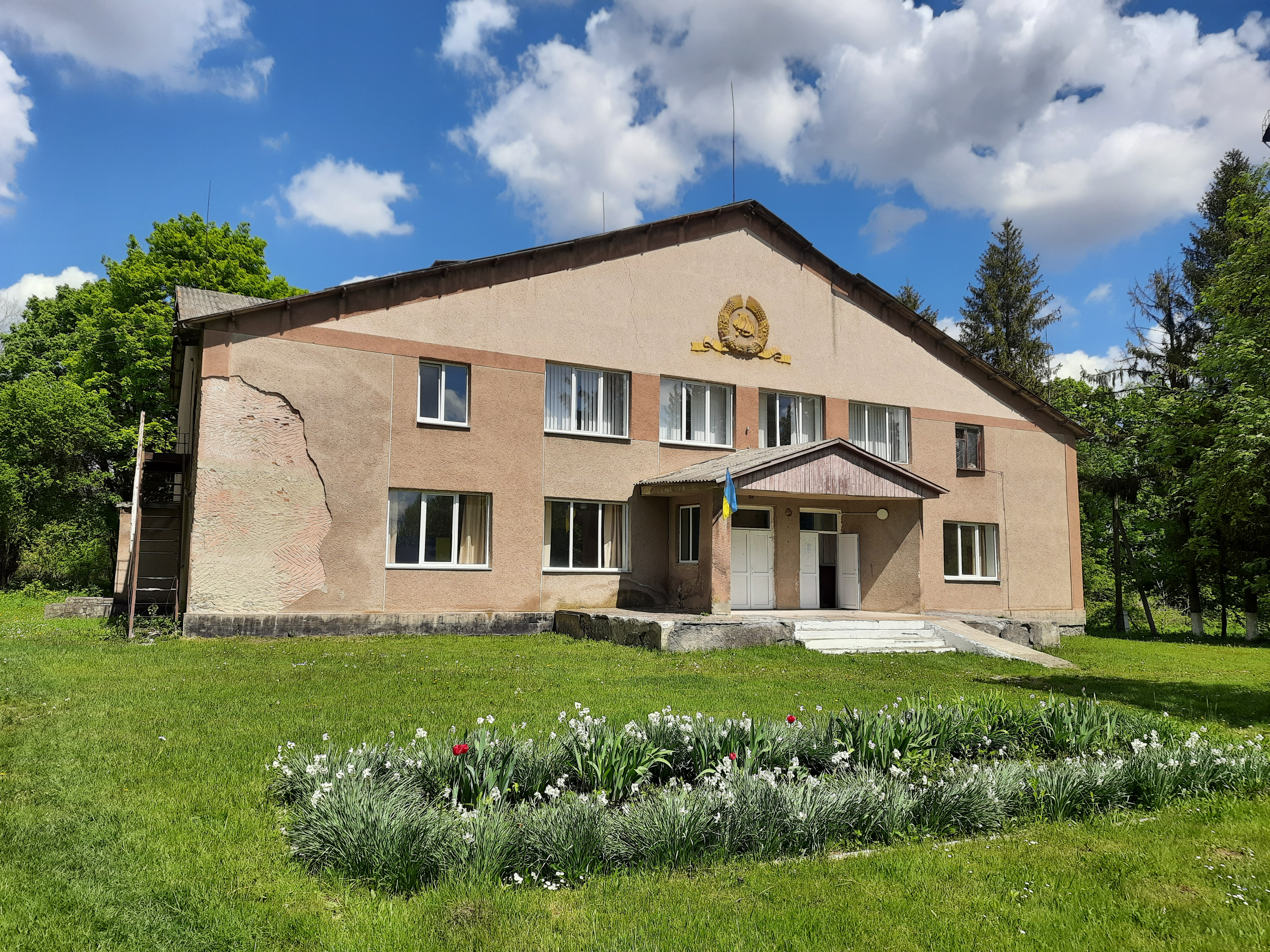
Будинок культури

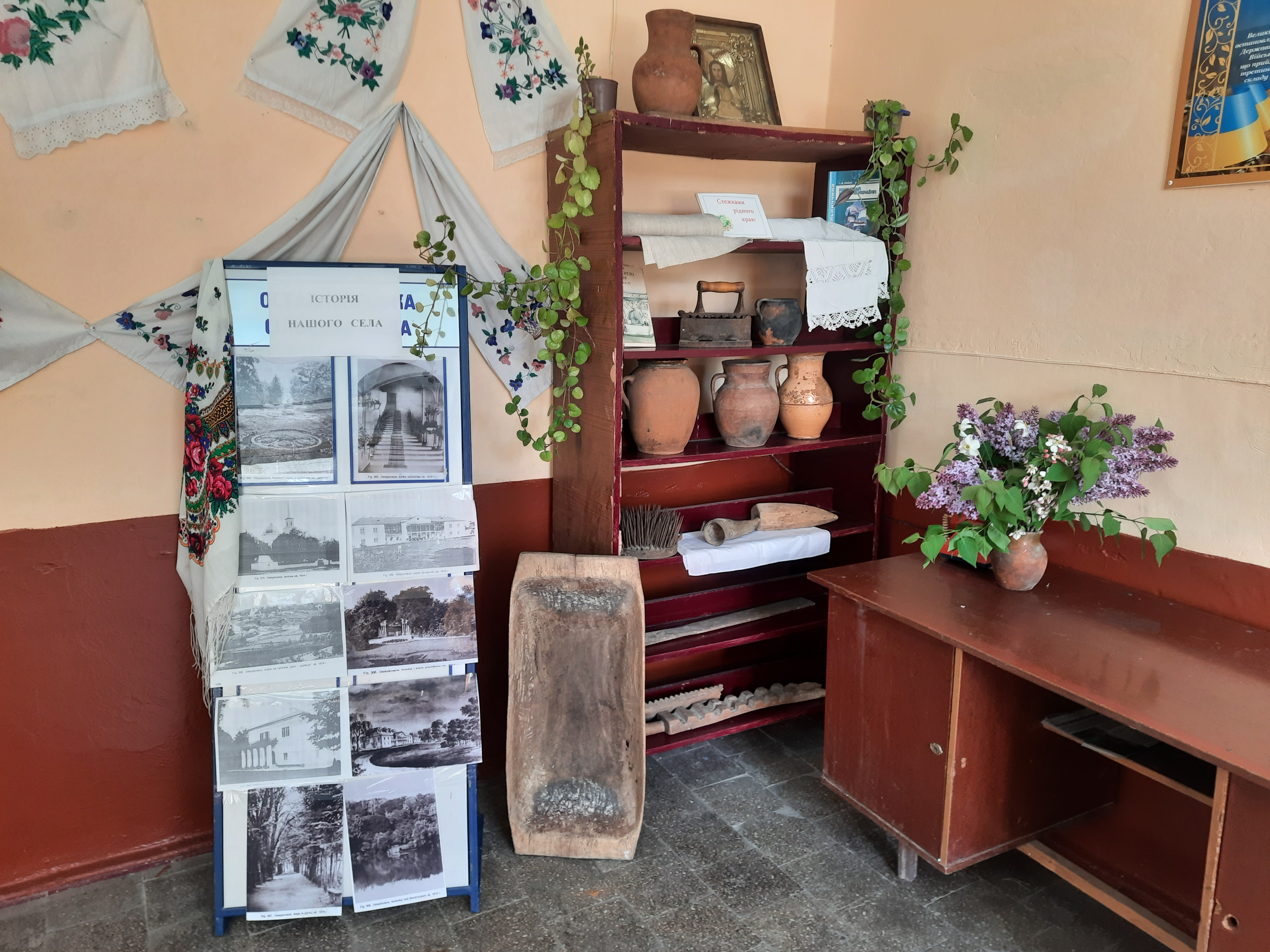
Музейний куток у Будинку культури

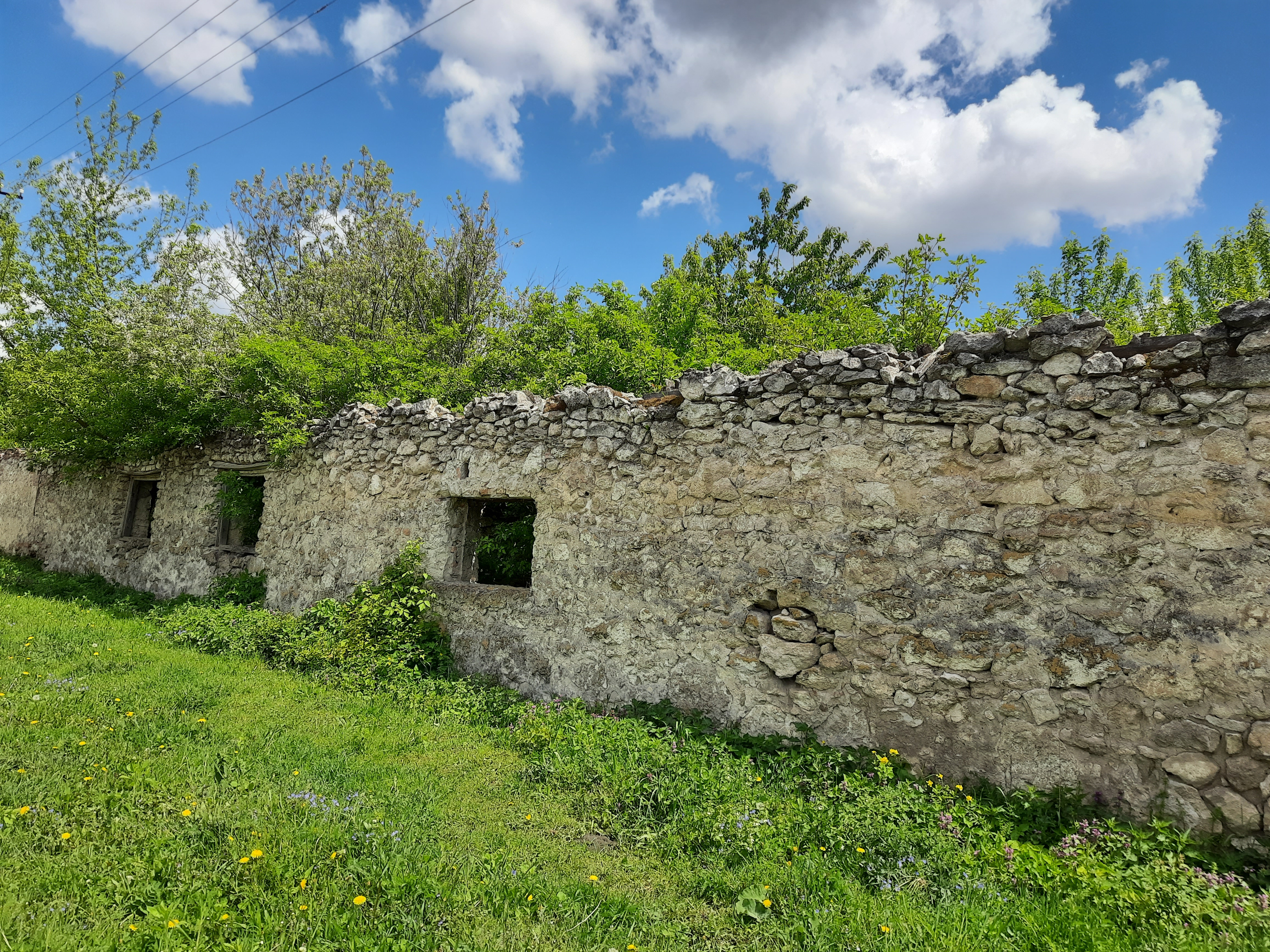
Огорожа колишнього панського маєтку

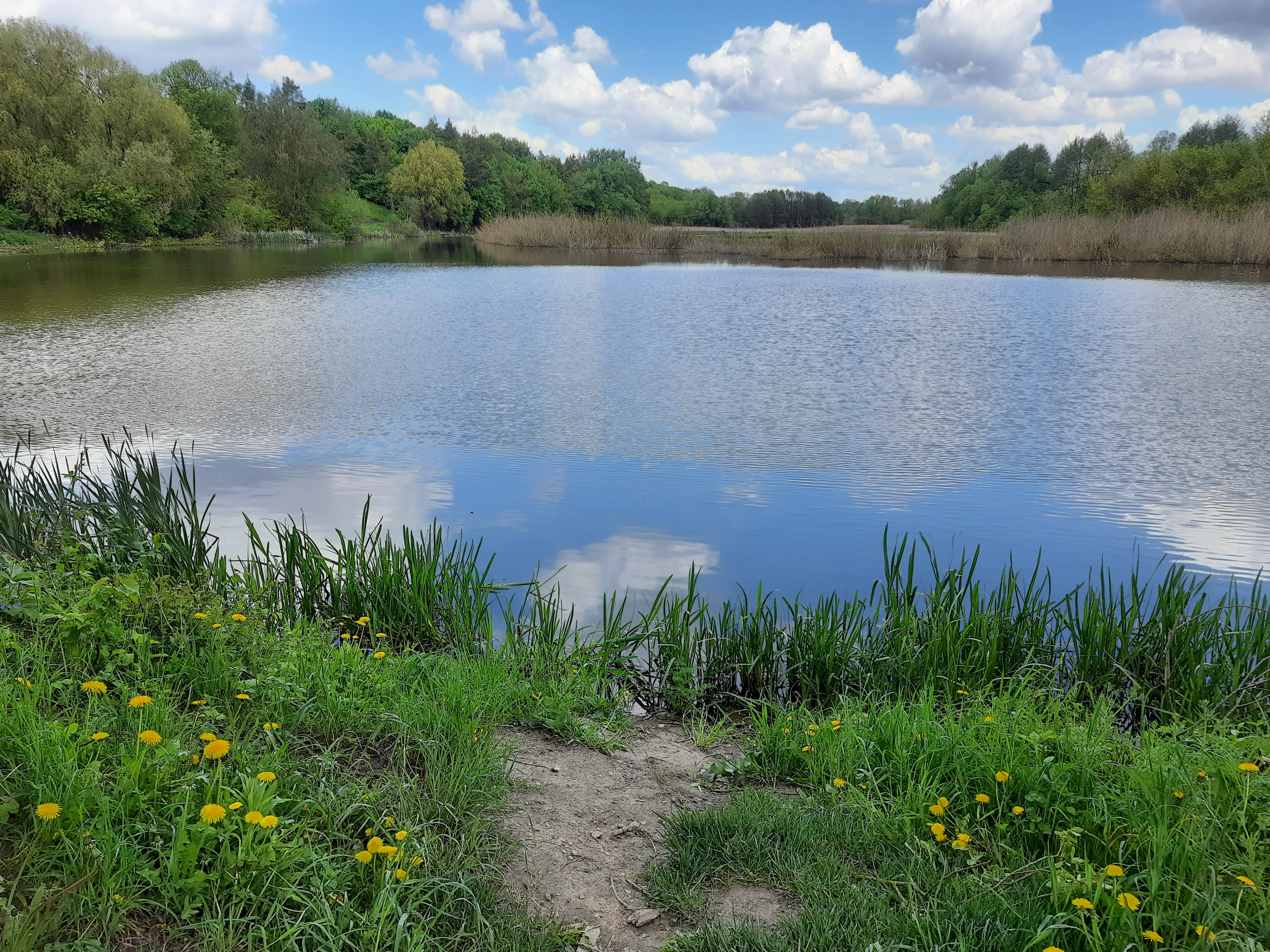
Сільський став

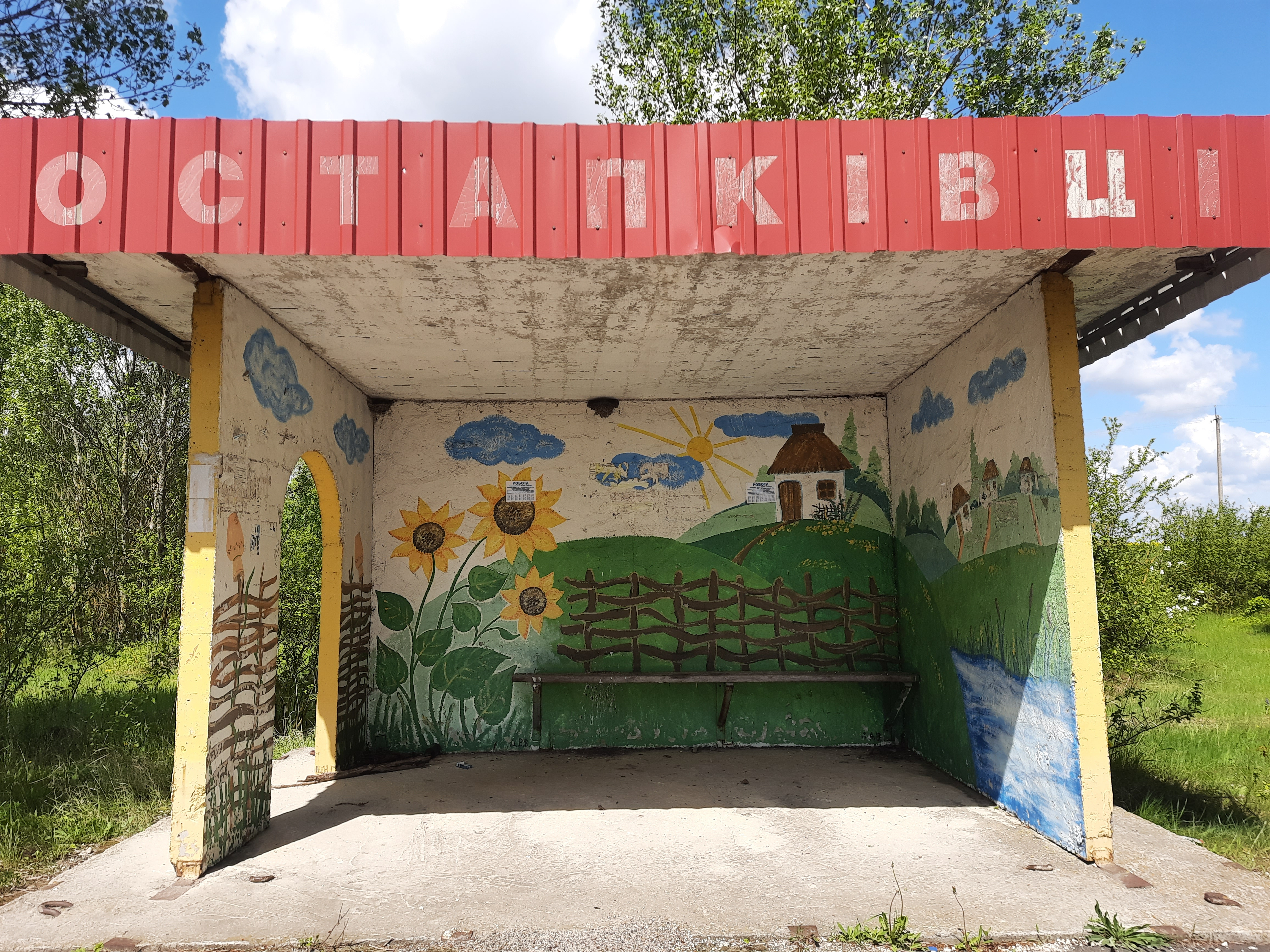
Автобусна зупинка біля села

Оста́пківці — село в Україні, у Городоцькій міській громаді Хмельницького району Хмельницької області. Населення становить 375 осіб.

## Топонімічні і географічні дані
Село Остапківці розташоване на правобережжі і частково на лівобережжі річкової долини, а також на схилах, що прилягають до річки Смотрич.
Рельєф характерний для Подільської височини: має горбисто-хвилясту поверхню, розчленовану долинами і глибокими ярами, що утворюються розмивами пухких порід текучими водами. Давні кристалічні породи розташовані близько до поверхні, а в багатьох місцях на берегах р. Смотрич виходять на поверхню. Поверхня правобережжя вкрита родючими чорноземними ґрунтами, а лівобережжя — глинистими.
В надрах поверхні є великі запаси будівельного і вапнякового каменю, піску, глини, а в долині р. Смотрич — торфу, який частково використовувався населенням як паливо.
Половину села оточує державний ліс, що розкинувся на декілька кілометрів вздовж берегів Смотрича.

## Відомості з найдавніших часів до 1917 року
На території Остапковець в далекому минулому існувало поселення первісної людини.
На лівому березі р. Смотрич від 200 до 600 метрів до річки на схилі поля, урочище «За Гончаром», яке зараз входить до польової сівозміни, траплялися залишки битого посуду з глини, а учнями місцевої школи знайдено під час оранки поля кам'яні знаряддя праці первісних людей, які передані в Городоцький краєзнавчий музей.
Про дату виникнення села достовірних матеріалів не збереглося, але окремі згадки і перекази свідчать про виникнення села в XIV ст. Село поділялось на три частини і мало окремі назви: Сікрищина, Яморщина і Горбанівка. Сліди стародавнього кладовища на Сікрищині і Горбанівці збереглись дотепер, але зараз на місці цих кладовищ розташоване село і городи. Село належало заможним козакам серед яких був і козак з іменем Остап. Під час турецького нашестя село було зруйновано, а населення частково знищене, а частково — продане в рабство. Населення села разом з козаком Остапом героїчно чинило опір загарбникам і в нерівному бою козак Остап загинув. Могила-курган козака Остапа досі зберігається поблизу села. Із всього села тоді залишилось лише три хати, залишки Остапового села Сікрищини, або Остапове село. Ймовірно, з цього і пішла назва Остапківці.
Про походження села існує також й легенда. Коли турки на території села збудували собі замок, то щороку почали набирати в гареми та служниці сотні дівчат. Після кількох років нещадного панування у селі вже майже не лунали дзвінкі дівочі голоси. І от одного разу хан забрав останніх молодих дівчат до себе в гарем, серед яких була й кохана молодого хлопця, якого звали Остап. Не втерпівши цього, він зібрав ватагу молодих хлопців і вибив турків з замку. На його честь й було названо село.
Село багато разів було ареною битв і це завдавало великої шкоди населенню. Турки на території села побудували фортечні укріплення, сліди яких збереглись до наших днів. Це місце отримало назву «Замчисько», на місці якого після Другої світової війни робились археологічні дослідження. В наш час місцеві жителі на цьому місці знаходять наконечники стріл, серпи, рештки посуду тощо. Крім цього підземні тунелі, що вели до «Астерії», також свідчать про великі оборонні роботи на території села в минулому.
На території с. Остапковець і його околиць є низка пам'яток, які свідчать про минуле села:
- між селами Остапківці і Варівці є так звана Остапова могила. Старожили, згадуючи народні перекази, твердять, що на цьому місці була фортеця.
- на місці сучасного критого току, в урочищі «Гринакове поле», була велика могила-курган, при розкопках (зрівнянні площі) якої знайдено бронзовий молоток та інші знаряддя праці (передані в музей м. Кам'янця-Подільського).
- в урочищі «За Астерією» було багато давніх могил. Їх не розкопували, а лише зрівняли, і зараз ця площа перебуває під садибами місцевого населення. Урочище «Астерія» розташоване на окраїні села біля шляху, що йде з с. Кузьмин до залізничної станції Війтівці. Там проходив торговий шлях і була побудована корчма, у якій до 1910 року проживав єврей Лейбиш. Ця корчма в 1910 році з невідомої причини згоріла.
- між с. Остапківці і с. Кузьмин у сучасному Кузьминському лісі на правому березі р. Смотрич, на крутому схилі розташоване урочище "Замчисько" ("Камлайщина", "Камлай", «Хандюк»), яке є пам'яткою археології (городищем).

За переказами населення, турецькі завойовники під керівництвом ханів Лая і Дюка, знищивши населений пункт, побудували свої укріплення — Замок, який був оточений великим земляним валом і мав підземні виходи до річки. Про це розповідає народна легенда.
Село було захоплено двома турецькими братами, яких звали Кам і Лай. І збудували вони на схилах обабіч річки по замку. Прокидаючись вранці, вони перегукувались. Лай кричав: "Кам", а Кам — "Лай". І відлуння, яке бігло уздовж урочищем, кричало: "Камлай". З цього нібито й пішла назва урочища.
Це є прикладом народної етимології, натомість документи свідчать про зовсім інше. Зокрема, в інвентарному опису маєтку в селі Остапківці 1811 року сказано: “В имении есть две водяные мукомельницы, одна из коих находится в аренде крестьянина Павла Камлая” (Павло Якович Камлай народився 1772 року на хуторі Дахнівка, а 1797-го був переведений до села Шишківці). Від імені орендаря Павла Камлая і походить одна з назв урочища. Назва “Хандюк” походить від прізвища Кандюк (тобто, син Кандида — старовинне ім'я). Останній теж був орендарем млина .
- На території села містився маєток поміщиці Залецької, з якого були побудовані підземні ходи, що вели до "Астерії". В 1912 році, за свідченням старожилів була експедиція, яка робила розкопки лише на місці сучасного парку, але про мету і наслідки цих розкопок не могло довідатись найближче оточення поміщиці, у тому числі і її лакей М.Хоптовий, який довгий час проживав в с. Остапківці. З розповіді М.Хоптового відомо, що розкопки були секретними.

До революції 1917 року вся земля (крім 300 га, яка належала селянам) була у власності поміщиці Залецької, яка мала свої володіння в Пруссії, Австрії й Україні. В нашій місцевості до її володінь входили села: Остапківці, Варівці, Немиринці, Олешківці, Нове Поріччя та інші. В Городку, Куманові, Гвардійську та Кузьмині були побудовані на її кошти і належали їй костьоли. Це свідчить про тісний зв'язок поміщиці з католицькою церквою.
В с. Остапківці поміщиця Залецька бувала дуже рідко, тому її володінням опікувався управляючий Павловський, а в палаці жила внучка поміщиці до 1912 року. В цьому році внучка вийшла заміж за князя Чарторійського, який працював при дворі монарха Австро-Угорської імперії і виїхала в Австрію.
Та норовливий князь не сильно побивався про свою дружину та двох дітей. Йому було більше до вподоби полювання, міцна випивка та гарні коханки. Після численних зрад Єлизавета розчарувавшись в подружньому житті повернулась до рідної домівки. Де почала не менш цікаво від князя проводити вільний час. Не раз за чарчиною із сусідніми панками, вона з легкість могла програти в карти 100 га поля, чи стадо худоби.
Поміщиця Залецька і її слуги нещадно експлуатували місцеве населення, а особливо сільську бідноту. Селяни обробляли землю поміщиці, одержуючи за свою працю дуже малу винагороду. Сільська біднота постійно була в борговій залежності від поміщиці, і також сільських багатіїв-куркулів. Злидні, голод, боргова залежність, безправність були постійними супутниками селян і особливо сільської бідноти.
Остапківці до пол. 17 ст належали Гербуртам.
У 1629 р Анна Замойська уклала договір з Варварою та Яном Черниківськими про віддачу в заставу сіл Підлісний Олексинець, Тростянець, Басівка та Остапківці.
Сюзана Гербурт з Фельдштина, донька Миколая Гербурта,камянецького каштеляна, вийшовши заміж за Франціска Яна Стадніцького (пом. 1662) внесла маєток до Стадніцьких.
Тереза Стадніцька,донька Станіслава Стадніцького вийшла в 1771 заміж за Тадеуша Грабянку і отримала в посаг Остапківці,Сирватинці,Скіпче,Кремінна,Новосілки,Лісоводи і містечко Купин.Основна усадьба в якій жили Грабянки була — Остапківці. Тут Тереза Стадніцька збудувала палац. Пізніше він був перебудований. При палаці були парки, оранжерея і різні будинки житлового та господарського призначення.
Далі маєток перейшов до молодшого сина Еразма Грабянки, а від нього перейшов єдиній дочці Мартині Грабянка (зам за Олександром Правдіч-Заліським (1825–1903).А потім знов до єдиної доньки Заліським — Марії — Гелени Заліська (1858–1909) (зам. за кн. Здіслашом Чарторийським)- він був останнім власником в Остапківцях.
В Остапківцях був замок Гербуртів або Стадніцьких. За Терези Стадніцькоі він був частково розібраний і перебудований в палац. Від замку залишилася велика зала «Кам'яна» і кілька менших.
Житель села Кулик Пилип, натхненний революцією 1905 року, вирішив влаштувати страйк і в Остапківцях. За розповсюдження пропагандистських листівок селянин Коржиньовський Андрій був заарештований, але потім звільнений. Страйкуючими було спалено один будинок поміщиці та зруйновано цегельню в урочищі «Камлай». Страйк припинили лише після прибуття в село озброєного загону стражників. Було спалено на поміщицькому господарстві конюшню, корівник, свинарню та інші будівні. Під час пожежі згоріло багато тварин, що належали поміщиці.
7 (20) листопада 1917 року, відповідно до Третього Універсалу Української Центральної Ради, увійшло до складу Української Народної Республіки.
Під час національно-визвольних змагань село кілька разів переходило під контроль різних армій. У травні 1920 р. владу в селі за допомогою армії С.М.Будьонного остаточно захопили комуністи.

## Село в міжвоєнний період
У 1919 році створено КОМНЕЗАМ. Головою комнезаму був обраний А. И. Корженьовський. В 1929 році 19 господарств бідних селян об'єднались в СОЗ. В СОЗі було 96 га. землі і 16 коней. В 1930 році до нього вступило ще 130 господарств селян-бідняків і середняків. До кінця цього ж року в колективне господарство об'єднались понад 60% селянських господарств. В 1930 році СОЗ перетворився в колгосп «Жовтень». Першим його головою обрано Кантоністого Данила Михайловича. Насильницька колективізація відбувалася з опором з боку місцевого населення — було спалено колгоспну конюшню.
Для будівництва колективних приміщень і закупки тяглової сили держава виділила 160 тис. крб. та різні будівельні матеріали. За 1 рік в колгоспі побудували 5 великих приміщень для збереження зерна, тяглової сили, тваринництва. В 1931-32 рр. все населення села об'єднали в колгосп. 9 господарств було «розкуркулено», а їх господарі вислані за межі області.
Назва колгоспу «Жовтень» проіснувала до 1952 року. З 1952 року до 1960 року колгосп називався ім. Мікояна, а з 1960 — ім. Суворова. Колгосп «Жовтень» в довоєнні роки, переборовши труднощі, швидко пішов шляхом піднесення всіх галузей господарства. Валовий збір зернових перевищував 14 тис. цнт., або в 3 рази більше порівняно з валовим збором усіх одноосібних господарств в 1929 р.
Колгосп щорічно перевиконував державні плани продажу зерна та інших продуктів. Значно зросла культура землеробства. За допомогою партії і держави колгосп обробляв землі тракторами, комбайнами та іншими сільськогосподарськими машинами, які держава давала колгоспові через МТС. За роки існування колгоспу виросли свої необхідні кадри механізаторів, агрономів, ветпрацівників, які працювали з великою енергією і дбали про щоденне збагачення колгоспу.
Колгосп за вирощення високих врожаїв зернових і технічних культур та досягнення в розвитку громадського тваринництва був нагороджений грамотою Всесоюзної Сільськогосподарської виставки. Трактористи Кузьминської МТС, які працювали в колгоспі — Гаджук Іван Петрович, Кухар Василь Матвійович, Слабий Сергій Якович стали учасниками Всесоюзної сільськогосподарської виставки та їздили у Москву. С. Я. Слабий був нагороджений Великою Срібною медаллю і премійований грошовою винагородою в сумі 500 крб.
В 1940 році в колгоспі було задіяно до с/г робіт: тракторів — 4, комбайнів — 1, сівалок — 6, молотарок — 1, автомашин ГАЗ АА — 1. в цьому ж році було зібрано з 1 га.: зернових — 16 цнт., цукрових буряків — 182 цнт. На утриманні колгоспників знаходилось: всього ВРХ- 60 голів, корів-15 голів, свиней — 100 голів, курей — 200 штук.
У довоєнні роки на території колгоспу з промислових підприємств працювала лише колгоспна цегельня, яка задовольняла потреби колгоспу будівельною цеглою. її обслуговували 8 колгоспників.

## Соціально-культурний розвиток
До революції 1917 р. в селі існувала церковнопарафіяльна школа з трирічним строком навчання. Вона не мала власного приміщення, а містилась у найнятих селянських хатах. В другій половині 1920 р. в селі була реорганізована школа в початкову з чотирирічним навчанням. В ній вже працювало 3 вчителя, а з 1923 — чотири вчителя. Всі діти шкільного віку 1923 охоплювались навчанням. В червні 1927 р. за рішенням Кузьминського райвно з села Турчинець в Остапківці була переведена районна семирічна школа з тодішньою назвою «Єдина трудова школа». Для розміщення 5-7 класів цієї школи було перебудовано колишній поміщицький будинок, у якому обладнали 4 класні кімнати, фізичний кабінет і канцелярію. До 1937 р. школі було передано ще один поміщицький будинок (колишнє приміщення лазні) і хату, відібрану в «куркуля».
До 1940 року в школі навчалось щорічно 300–320 учнів і працювало 12-15 вчителів.
Ліквідація неписьменності серед дорослих активно проводилось в 1920-23 рр., і основному була завершена в 1927-28 рр.
У 1940 р. на території села був 1 магазин місцевого сільського споживчого товариства. Контора ССТ перебувала в селі до 1963 року. В післявоєнні роки торговельна мережа в селі значно зросла. Працював буфет, промтоварний магазин, залізоскоб'яний і продуктовий магазин, буфет при місцевій школі і по одному магазину в населених пунктах Слобідка-Кузьминська та Калитинці. З 1963 р. всі торговельні точки ввійшли до Кузьминського сільпо.
У центрі села, рядом з церквою, до революції знаходилась монополь (казенна винна лавка), у якій продавалась горілка. В 1923 р. в приміщенні колишньої монополії утворився сільбуд, а з 1930 — клуб на 250 осіб. У цьому ж будинку працювала сільська бібліотека, у якій нараховувалось до 10 тис. книг. При ньому до війни працювали гуртки художньої самодіяльності (співочий, танцювальний, драматичний), які часто виступали перед населенням села і сусідніх сіл.
Установ охорони здоров'я в селі до 1917 р. не було. Опісля селяни обслуговувались Кузьминською дільничною лікарнею, де працював 1 лікар і 2 фельдшери. Лише на початку 1930-х років у селі створено фельдшерсько-акушерський пункт і населення села обслуговували 1 фельдшер і 1 акушерка.
Жінки, що мали малих дітей, теж мусили працювати в колгоспі. Виникла необхідність створення дитячих ясел в літній період, але ці ясла перебували в найнятих селянських хатах і не могли забезпечити нормальних умов для виховання дітей.

## Роки Другої світової війни
7 липня 1941 року село зайняли німецькі війська. Було вивезено зерно з колгоспних складів, велику рогату худобу, після чого худобу експропрійовано і в населення. На примусову працю до Німеччини вивезено 250 осіб, переважно молодь.
У 1942 році в селі існувала підпільна організація, яка займалась агітаційною роботою серед населення. Керівником цієї організації був Зозуля Петро Андрійович. Діяльність підпільної організації була викрита в березні 1944 року, але члени організації змогли втекти. Нацистами було вбито лише одного підпільника. Керівник організації Зозуля приєднався до Червоної Армії і загинув у бою.
Безпосередньо боїв у селі протягом війни не було, однак у результаті нальоту авіації було знищено декілька будинків та вбито 5 осіб. Радянські війська зайняли село 23 березня 1944 року. Всіх здорових чоловіків було мобілізовано на фронт.
За роки війни 236 громадян села нагороджено орденами і медалями СРСР.
У селі знаходилась братська могила радянських солдатів, але в 1954 році за рішенням Городоцького райвиконкому останки їхніх тіл були перевезені в с. Тростянець і похоронені в іншій братській могилі, на якій було споруджено пам'ятник.
Жінки, старики і діти відбудовували зруйноване війною майно. З багатогалузевого господарства колгоспу «Жовтень» за часи нацистської окупації не залишилось нічого, крім землі. Приміщення клубу було переобладнано під склад, бібліотеку знищено. Крім цього, вже після «визволення» в мешканців поруйнованого села на виробництво танків для танкової колони «Радянське підпілля» було забрано понад 300 тисяч карбованців.
Протягом 1944–1945 рр. селяни провели велику роботу з відбудови зруйнованого війною господарства. Було створено ферми ВРХ, свиноферму, відбудовано конюшню, свинарник, зорано і засіяно всю орну площу колгоспної землі.

## Село в післявоєнний період

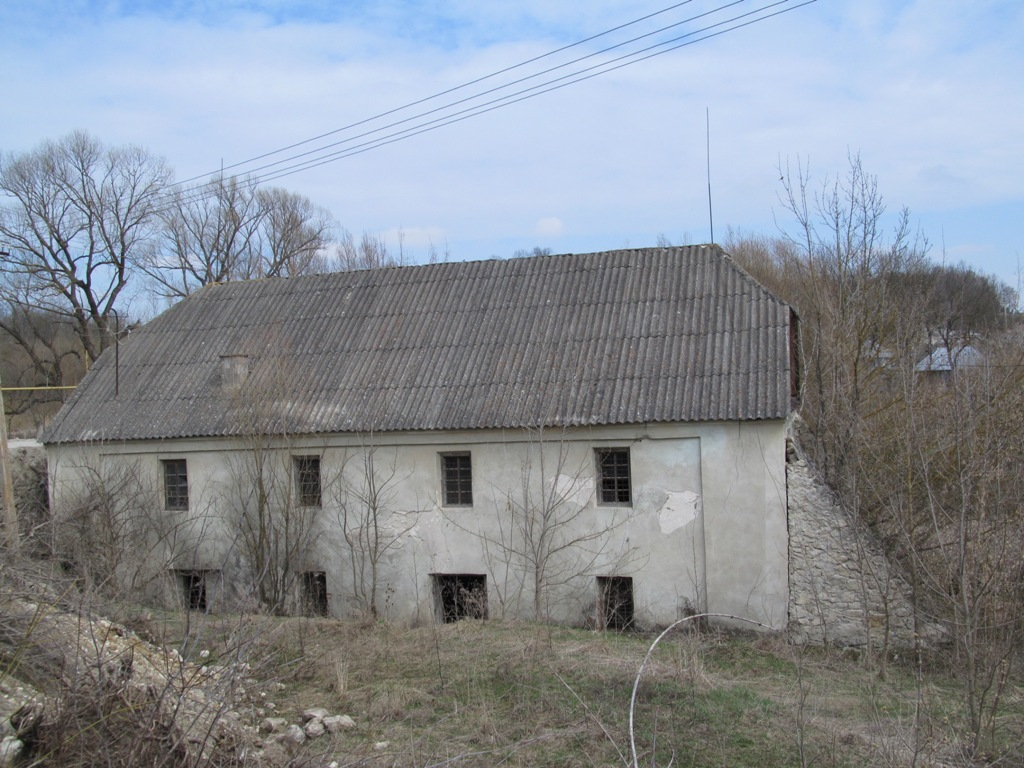
Млин в Остапківцях

З 1951 року почалась електрифікація села. Було придбано дизельний спарений двигун С-80 і електрифіковано село та господарство колгоспу. В 1952 році колгосп придбав радіотрансляційну станцію, яка дала змогу провести радіо в с. Остапківці, але й у с. Варівці.
Село Остапківці стало центром колгоспу ім. Суворова, до якого в грудні 1958 р. приєднано с. Слобідку-Кузьминську; посівні площі збільшились на 3 16 га. В 1959 році до колгоспу було приєднано с. Калитинці; земельні угіддя колгоспу після об'єднання зросли до 2626 га. Післявоєнна відбудова виробничих приміщень колгоспу була завершена в 1948 році. До 1953 року було збудовано лише два будинки для ферм. Після 1953 року і до 70-х колгоспом побудовано 8 тваринницьких приміщень, гараж, зерносклад, клуб, двоє дитячих ясел, три мости та інші приміщення. Колгосп ім. Суворова був пайщиком збудованого в м. Городку цегельного заводу.
Голова колгоспу І. Д. Скакун та секретар парторганізації колгоспу І. В. Козак в 1957 році були нагороджені орденами «Знак пошани».

## Сьогодення
За переписом 1959 року в селі проживало 1714 осіб.

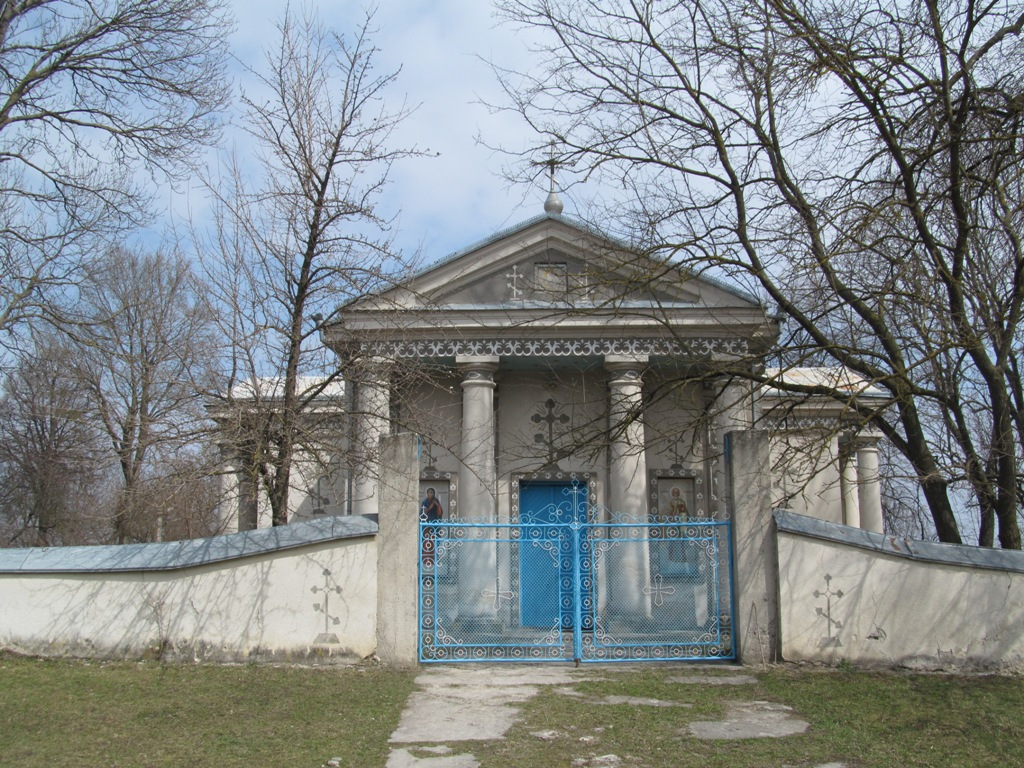
Миколаївська церква,1857 р.

На території села працювала в цей час восьмирічна школа, у якій станом на 1 січня 1962 року навчалось 205 дітей і працювало 14 вчителів. Школа має свої обладнані майстерні по дереву, металу, теплицю, навчально-дослідні ділянки, фізичний і хімічний навчальний кабінети, кіноапарат, бібліотеку з трьома тисячами книг.
У селі є клуб на 250 місць. При клубі є стаціонарна кіноустановка, бібліотека з читальним залом. При клубі працює співочий і драматичний гуртки художньої самодіяльності, які виступають перед населенням і беруть участь в олімпіадах художньої самодіяльності. В клубі регулярно проводяться вечори, бесіди, читаються лекції тощо. Щорічно зростає кількість читачів книг колгоспної бібліотеки.
Колгосп ім. Суворова має свій радіовузол, який систематично працює, а у визначні години місцевою групою товариства «Знання» використовується для читання змістовних лекцій і бесід для населення села. Місцевий радіовузол має 650 радіоточок і обслуговує с. Варівці. Колгосп має свій телевізор, радіоприймач, а в користуванні населення села є 26 радіоприймачів. Населення села передплачує 1200 газет і журналів, що на 140% більше у порівнянні з 1953 роком.
У селі є фельдшерсько-акушерський пункт, у якому працюють 3 спеціалісти з середньою медичною освітою….
12 червня 2020 року, відповідно до розпорядження Кабінету Міністрів України № 727-р «Про визначення адміністративних центрів та затвердження територій територіальних громад Хмельницької області», увійшло до складу Городоцької міської громади.
19 липня 2020 року, в результаті адміністративно-територіальної реформи та ліквідації Городоцького району, увійшло до складу новоутвореного Хмельницького району.

## Населення

### Мова
Розподіл населення за рідною мовою за даними перепису 2001 року:
| Мова       | Кількість | Відсоток |
| ---------- | --------- | -------- |
| українська | 541       | 99.45%   |
| російська  | 3         | 0.55%    |
| Усього     | 544       | 100%     |

## Пам'ятки
- Палац Грабянок в Остапківцях. Зруйнований.
- Остапковецький замок